# Aubigné, Deux-Sèvres
Aubigné är en kommun i departementet Deux-Sèvres i regionen Nouvelle-Aquitaine i västra Frankrike. Kommunen ligger i kantonen Chef-Boutonne som tillhör arrondissementet Niort. År 2022 hade Aubigné 165 invånare.

## Befolkningsutveckling
Antalet invånare i kommunen Aubigné
| Referens: INSEE |